# Liste des signaux routiers français nouveaux, modifiés ou supprimés en 2008
Les signaux routiers ont pour fonction d’informer les usagers d’éventuels dangers qu’ils peuvent rencontrer, de faciliter la circulation routière, d'indiquer ou de rappeler diverses prescriptions particulières de police ou de donner des informations relatives à l'usage de la route. Ils évoluent périodiquement en fonction des modifications du code de la route ou bien des usages. 
En France 36 signaux nouveaux ont été créés en 2008  en dehors des signaux lumineux et des signaux temporaires. Ils se répartissent en  4 panneaux de prescription, 4 panneaux d’indication, 2 panneaux de direction, 2 panneaux de localisation, 2 panneaux de signalisation d’information locale, 4 panneaux d’information de sécurité routière, 15 idéogrammes et 3 panonceaux.
14 signaux ont été modifiés. 2 ont été supprimés.

## Signaux nouveaux

### Panneaux de prescription
La notion de  zone de rencontre où les piétons sont autorisés à circuler sur la chaussée sans y stationner et bénéficient de la priorité sur les véhicules et où la vitesse des véhicules y est limitée à 20 km/h a été créée par décret du 30 juillet 2008 . Le panneau de prescription correspondant à ces nouveaux espaces est quant à lui créé par arrêté du 7 novembre 2008.
Ce même arrêté crée également les panneaux de prescription zonale relatifs aux aires piétonnes. Le graphisme est le même que les anciens panneaux C109 et C110, mais ces derniers étaient des panneaux de signalisation d'indication et avaient une fonction de porter à la connaissance des usagers de la route des informations utiles à la conduite des véhicules, mais pas une fonction prescriptive. 
- B52. Entrée d’une zone de rencontre.
- B53. Sortie d’une zone de rencontre.
- B54. Entrée d’aire piétonne.
- B55. Sortie d’aire piétonne.

### Panneaux d’indication
La voie verte a été introduite dans le code de la route en septembre 2004 comme étant une route exclusivement réservée à la circulation des véhicules non motorisés, des piétons et des cavaliers. Les panneaux indiquant le début et la fin d’une voie verte ont été créés par arrêté du 11 juin 2008.
De même sont créés deux nouveaux signaux pour indiquer l’entrée ou la sortie d’un tunnel.
- C115. Voie verte - voie réservée à la circulation des piétons et des véhicules non motorisés.
- C116. Fin de voie verte - voie réservée à la circulation des piétons et des véhicules non motorisés.
- C111. Entrée d’un tunnel.
- C112. Sortie de tunnel.

### Panneaux de direction
L’arrêté de février 2008 introduit deux nouveaux panneaux de présignalisation :
- Panneau D44 : présignalisation d’un village étape[4].
- Panneau D45 : présignalisation à 20 kilomètres environ d’un village étape[4].

### Panneaux de localisation
Deux panneaux de localisation sont créés dans l’arrêté du 11 février 2008 :
- Panneau E37a : Indication du nom d’une œuvre d’art et de son auteur sur des voiries où la circulation des piétons est interdite ; panneau à deux registres à fond noir et inscriptions en caractères blancs.
- Panneau E37b : Indication du nom de l’auteur d’une œuvre d’art sur les voiries où la circulation des piétons est interdite ; panneau à fond noir et inscriptions en caractères blancs.

### Panneaux de signalisation d’information locale
Deux panneaux sont créés dans l’arrêté du 11 février 2008 dans cette nouvelle catégorie :
- Panneau de présignalisation DC43 : il annonce les services et équipements desservis au prochain carrefour.
- Panneau de position DC29 : en l’absence de panneau de présignalisation DC43, il indique l’endroit où l’usager doit commencer sa manœuvre pour se diriger vers les services et équipements situés dans la direction indiquée par la flèche.

### Panneaux d’information de sécurité routière
Une nouvelle catégorie de panneaux est créée avec l’arrêté du 11 février 2008 : les signaux d’information de sécurité routière qui, placés sur les voies, ont pour objet de rappeler aux usagers des règles simples de sécurité routière. Quatre signaux sont créés :
- Signal SR2 : ensemble de trois signaux utilisés successivement, rappelant l’espacement que les usagers doivent laisser entre leurs véhicules sur autoroute et sur route à deux fois deux voies et carrefours dénivelés
- Signal SR3 : annonce une zone où la vitesse est contrôlée par un ou des radars automatiques ;
- Signal SR4 : annonce que la zone rencontrée est sous vidéosurveillance par le gestionnaire de la route, pour assurer une meilleure sécurité des usagers et la régulation du trafic, conformément à l’article 10 de la loi no 95-73 du 21 janvier 1995 d’orientation et de programmation relative à la sécurité ;
- Signal SR50 : rappelle un message de sécurité routière de portée générale.

### Idéogrammes
15 idéogrammes sont créés dans l’arrêté du 11 février 2008 :
- ID12a. Gare ferroviaire.
- ID14c. Garage ou poste de dépannage.
- ID15e. Point d’accueil du public dans un espace naturel sensible.
- ID16d. Musée ayant reçu l’appellation “musée de France”, créée par la loi no 2002-5 du 4 janvier 2002.
- ID16e. Parc ou jardin ayant reçu le label “jardin remarquable” décerné par le ministère de la Culture.
- ID20a. Base de loisirs.
- ID20b. Centre équestre, promenade, ranch, poney-club...
- ID20c. Piscine ou centre aquatique.
- ID20d. Plage.
- ID21b. Station de ski de descente.
- ID30. Autocaravane.
- ID31. Toilettes.
- ID32. Distributeur automatique de billets de banque.
- ID33a. Produits du terroir.
- ID33b. Produits vinicoles.

3 idéogrammes voient leur code modifié par l'arrêté du 11 février 2008 :
- ID12 devient ID12b. Gare de trains autos
- ID20 devient ID20e. Point de mise à l'eau d'embarcations légères.
- ID21 devient ID21a. Point de départ d'un circuit de ski de fond.

### Panonceaux
Trois panonceaux sont créés dans l’arrêté du 11 février 2008 et un dans l’arrêté du 11 juin 2008.
- M6c : indique la durée limite maximum du stationnement avec contrôle par disque, ainsi que les limites de la période d’application de la mesure.
- M9j : indique le risque de heurt de véhicules lents.
- M9v : indique que la prescription donnée par le panneau associé ne s’applique pas aux cyclistes
- M4y : Désigne les cavaliers

## Signaux modifiés

### Panneaux de prescription
Les caractéristiques du disque de stationnement ayant été modifiées en décembre 2007 pour être en cohérence avec la recommandation européenne de 1979, les panneaux de prescription zonale ont consécutivement eux-mêmes été modifiés en 2008 avec la représentation du nouveau dispositif. Même si l'ancien modèle de disque de stationnement peut être utilisé jusqu'en 2011, les panneaux présentant en pictogramme cet ancien modèle sont quant à eux périmés.
- B6b3. Entrée d’une zone à stationnement de durée limitée.
- B6b5. Entrée d’une zone à stationnement unilatéral à alternance semi-mensuelle et à durée limitée.
- B50c. Sortie de zone à stationnement de durée limitée avec contrôle par disque.
- SB50e. Sortie de zone à stationnement unilatéral à alternance semi-mensuelle et à durée limitée avec contrôle par disque.
- B5c. Arrêt au poste de péage.Le panneau B5c de signalisation d'un poste de péage comportait depuis sa création en 1977 une erreur de typographie puisque le signe diacritique sur le E ne figurait pas, alors qu'en signalisation routière tous les signes diacritiques doivent être représentés. Cette erreur a été corrigée avec l'arrêté du 11 février 2008[4].

### Panneaux d’indication
Les cinq signaux qui suivent sont modifiés dans leur graphisme avec l’arrêté du 11 février 2008. Pour le signal C1b, le pictogramme situé en bas à droite représente le modèle de disque de stationnement en remplacement de celui anciennement en vigueur en France. Pour les autres panneaux les flèches représentant les flux d'usagers venant en sens inverse, sont de longueur plus courte que celles des usagers allant dans le sens de la direction du panneau, afin d’améliorer la lisibilité du panneau.
- C1b. Lieu aménagé pour le stationnement gratuit à durée limitée avec contrôle par disque.
- C24a : Conditions particulières de circulation par voie sur la route suivie.
- C29a. Présignalisation d’un créneau de dépassement ou d'une section de route à chaussées séparées.
- C29b. Créneau de dépassement à trois voies affectées “ deux voies dans un sens et une voie dans l’autre ”.
- C30. Fin d'un créneau de dépassement à trois voies affectées.

### Panneau de signalisation routière de services
Le panneau CE6a indique le point de départ d’un itinéraire pédestre. Il était représenté par deux silhouettes de randonneurs, l’une masculine portant un sac à dos, l’autre féminine sans sac à dos. Le nouveau dessin défini dans l’arrêté de février 2008 ne représente plus qu’une seule silhouette masculine portant un sac à dos.
- CE6a. Point de départ d’un itinéraire pédestre.

## Signaux supprimés
Les panneaux C109 et C110 sont supprimés. Ils gardent le même dessin, mais sont désormais des panneaux de prescription et sont codés B54 et B55.